# رجل على الأرض (فلم)
رَجُلٌ على الأرض (بالإنجليزية: Man on Ground) هو فيلم درامي نيجيري جنوب أفريقي صدور عام 2011 من إخراج أكين أوموتوسو وعُرض لأول مرةٍ في مهرجان تورونتو السينمائي الدولي. يحكي الفيلم قصّةً عن تأثير كراهية الأجانب في جنوب إفريقيا على حياة شقيقين نيجيريين.

## القصّة
يعرفُ أدي وهو رئيسٌ تنفيذي مالي بارع في شركةٍ ما أنّ شقيقهُ فيمي الموجود في جنوب إفريقيا بسبب المنفى الاختياري وذلك لانتمائه السياسي في نيجيريا مُختَطَفٌ من قِبل جماعةٍ ما فيبدأُ رحلة البحث عنهِ وكشف الغموض الذي يُغلِّف قضيته. يكتشفُ أدي مع مرور الوقت أسلوب الحياة الصعب للمهاجرين من نيجيريا في جنوب إفريقيا كما تفتحُ أعمال الشغب العنيفة المتكررة في الحي الذي كان يقطنهُ فيمي الكثير حول حياة أخيه.

## طاقم التمثيل
- حكيم كاي-كاظم في دور عدي
- فابيان أديوي لوجيد في دور فيمي
- فانا موكونيا في دور تيموثي
- بوبو مازيبوكو في دور لينديوي
- تيشيوي زيكوبو في دور زودوا
- مخاولا نديبيلي في دور فوسي
- مانديسا بارديل في دور نادية
- جوشوا تشيشولم في دور يونغ أدي
- مبونغيني نهلابو في دور يونغ فيمي
- يوجين خوزا في دور الرجل المُزعِج

## الإفراج
عُرض الفيلم لأول مرةٍ في مهرجان تورونتو السينمائي الدولي في الثاني عشر من أيلول/سبتمبر 2011.

## الجوائز
| الجائزة                                             | الفئة                     | المُرَشَّح/ة      | النتيجة |
| --------------------------------------------------- | ------------------------- | ------------- | ------- |
| جوائز الأكاديمية الأفريقية للأفلام (النسخة الثامنة) | أفضل فيلم                 | أكين أوموتسو  | رُشِّح     |
| جوائز الأكاديمية الأفريقية للأفلام (النسخة الثامنة) | أفضل صوت                  |               | رُشِّح     |
| جوائز الأكاديمية الأفريقية للأفلام (النسخة الثامنة) | أفضل تصوير سينمائي        |               | رُشِّح     |
| جوائز الأكاديمية الأفريقية للأفلام (النسخة الثامنة) | أفضل مونتاج               |               | رُشِّح     |
| جوائز الأكاديمية الأفريقية للأفلام (النسخة الثامنة) | افضل ممثل                 | حكيم كاي-كاظم | رُشِّح     |
| جوائز الأكاديمية الأفريقية للأفلام (النسخة الثامنة) | أفضل ممثل في دور ثانوي    | فانا موكونيا  | فوز     |
| جوائز الأكاديمية الأفريقية للأفلام (النسخة الثامنة) | أفضل مخرج                 |               | رُشِّح     |
| جوائز الأكاديمية الأفريقية للأفلام (النسخة الثامنة) | جائزة لجنة التحكيم الخاصة | أكين أوموتسو  | فوز     |